# Erfelek
Erfelek ist eine Stadt und Hauptort des gleichnamigen Landkreises (İlçe) in der türkischen Provinz Sinop. Der Ort liegt etwa 25 Kilometer südwestlich der Provinzhauptstadt Sinop. Laut Stadtsiegel erhielt der Ort 1961 den Status einer Belediye (Gemeinde).
Der Landkreis liegt im Norden der Provinz am Schwarzen Meer. Er grenzt im Osten an den zentralen Landkreis, im Süden an den Kreis Boyabat, im Westen an den Kreis Ayancık, im Norden bildet das Schwarze Meer die natürliche Grenze. Parallel zur Küste durchquert die Fernstraße D010 den Kreis. Auch als Schwarzmeerküstenstraße (Karadeniz Sahil Yolu) bekannt, verbindet sie Karasu in der westtürkischen Provinz Sakarya mit Yolboyu (Provinz Kars) nahe der georgischen Grenze.
Die südlicher gelegene Kreisstadt ist über Landstraßen mit der Provinzhauptstadt im Nordosten, Gerze im Osten und Ayancık im Westen verbunden.
Der Fluss Karasu fließt von Südwesten nach Nordosten durch den Kreis und die Stadt, er mündet bei Sinop ins Schwarze Meer. Auf der westlichen Grenze zum Kreis Ayancık ist er zum Erfelek Barajı aufgestaut. Die südöstliche Grenze zum Zentralkreis bildet der Sazlı Çay (später Kabalı Çay), der weiter östlich ebenfalls ins Schwarze Meer mündet.
Im Süden des Landkreises liegen Ausläufer des Gebirges Küre Dağları mit dem 1215 Meter hohen Soğukoluk Tepesi, im Norden die Küstenebene.
Der Kreis wurde im April 1960 aus dem Nahiye Karasu im westlichen Teil des zentralen Landkreises (damals: Merkez Kazası) durch das Gesetz Nr. 7044 abgespalten. Der Nahiye umfasste 35 Ortschaften mit dem gleichnamigen Verwaltungszentrum Karasu (VZ 1955: 1576 Einw.), hinzu kam noch die Ortschaft Bektaşağa (598 Einw.) aus dem Merkez Nahiyesi. Zur ersten Volkszählung nach der Eigenständigkeit (im Oktober 1960) zählte der neue Kreis 21.373 Einwohner in 36 Ortschaften zuzüglich der Kreisstadt mit 1890 Einwohnern. Mit der Kreisbildung erfolgte gleichzeitig die Umbenennung in Erfelek.
Ende 2020 besteht der Kreis neben der Kreisstadt aus 46 Dörfern (Köy) mit durchschnittlich 177 Bewohnern. Die Palette der Einwohnerzahlen reicht von 401 (İncirpınarı) bis auf 45 (Dağyeri). 19 Dörfer haben mehr Einwohner als der Durchschnitt. Die Bevölkerungsdichte liegt unterhalb des Provinzwertes, der städtische Bevölkerungsanteil bei 32,48 Prozent.